# Vad, Åsbacka och Långrör
Vad, Åsbacka och Långrör var år 2015 en av SCB definierad och namngiven tätort i Söderhamns kommun, belägen utmed Söderhamnsfjärden och omfattande bebyggelsen i de tre byarna. Bebyggelsen klassades före 2015 och åter från 2020 som en del av tätorten Sandarne i dessa norra del.

## Befolkningsutveckling
| Befolkningsutvecklingen i Vad, Åsbacka och Långrör 2015–2015     | Befolkningsutvecklingen i Vad, Åsbacka och Långrör 2015–2015 | Befolkningsutvecklingen i Vad, Åsbacka och Långrör 2015–2015 | Befolkningsutvecklingen i Vad, Åsbacka och Långrör 2015–2015 | Befolkningsutvecklingen i Vad, Åsbacka och Långrör 2015–2015 |
| ---------------------------------------------------------------- | ------------------------------------------------------------ | ------------------------------------------------------------ | ------------------------------------------------------------ | ------------------------------------------------------------ |
|                                                                  |                                                              |                                                              |                                                              |                                                              |
| År                                                               |                                                              |                                                              | Folkmängd                                                    | Areal (ha)                                                   |
| 2015                                                             | 2015                                                         |                                                              | 260                                                          | 91                                                           |
| Anm.: Ny tätort 2015, var före dess en del av tätorten Sandarne. |                                                              |                                                              |                                                              |                                                              |